# Nossa Senhora de Lourdes
Nossa Senhora de Lourdes es un municipio brasileño del estado de Sergipe. Se localiza a una latitud 10°04'46" sur y a una longitud 37°03'28" oeste, estando a una altitud de 222 metros. Su población estimada en 2004 era de 6.718 habitantes.
Posee un área de 80,66 km².